# 広報チューン
広報チューン（こうほうチューン）とは、自動車メーカーがマスメディア用の試乗車に特別な改造（チューニング）を施す行為、または施された改造そのもののことを指す俗語、業界用語である。

## 概要
広報チューンされた車両が存在するという噂には根強いものがあったが、それが確認された例は多くない。文献上で広報チューンの存在が確認出来るのは、福野礼一郎が報告した初代トヨタ・ソアラの事例、後述の土屋圭市のR33型日産・スカイラインGT-R、マニアクスカーズが報告した三菱・GTO、レブスピードの中谷明彦の自伝が報告した三菱・ランサーエボリューションVの事例程度である。
福野によると、初代ソアラの広報車のエンジンは設計寸法ぴったりの部品を吟味して組み立てられていた上、エンジンコントロール用のECUも福野自身が購入した市販車のものとは異なっており、このECUを福野の所有する個体に移植した所、最高速度が時速193キロから198キロに向上したとのことである。また広報車の最高速度は、福野が計測したところによれば時速203キロ以上であったとされる。中谷明彦によるとエボVRSのタイヤはブレンボ製ブレーキキャリパー装着車（GSRは標準でRSはオプション）の車種で使われている純正タイヤと同じ形状をしていたがラインで作られていないスペシャルコンパウンドであったとのことである。

## 広報車のファインチューニング
元日産テストドライバーの三好俊秀によると、日産では広報車をメディアに貸し出す前に整備してベストコンディションにする仕事は実験部（＝テストドライバー）の担当であったとされる。これは「もっとも設計値に近い、ベストな状態」にして貸し出すのが目的であったとのことである。

## 事例
ビデオマガジン・ベストモータリング1995年4月号の中で、国産メーカーのスポーツカーによる筑波サーキットでのレースが行われた。出場8台中、日産・スカイラインGT-R（R33型）が広報車として2台参加して行われる予定だった。ところが、レギュラー出演者である土屋圭市が乗る予定の三菱・ランサーエボリューションがトラブルで出走できず、代役として急遽、土屋がマイカーとして所有していたR33Vスペックがエントリーすることになった。
しかし、土屋のVスペックは広報車のGT-R2台（清水和夫ドライブのR33型Vスペック、黒澤元治ドライブのR33型ノーマル）に比べて明らかに遅く、広報車が8台中1位（Vスペック）と2位（ノーマル）で独走するのに対してベストラップで1～2秒遅く、後方集団に埋もれることとなった。また途中から油温の激しい上昇に悩まされ、これ以上の走行はマイカーを壊すことに繋がるとして自主的にペースダウン、リタイアした。
日産自動車側からは、スポーツ走行を前提にオイルクーラー、nismo製のブレーキパッド、ブレーキ導風板のみ追加されていると説明がされていた。しかし、レース終了後に広報車の車体を調査したところ、実際には車高がリアで5mm、フロントで15mm下げられており、フロントキャンバー角に至っては土屋車より1度以上角度を付けていたという結果が測定された。
この件に関して土屋は、総じて言えば広報チューンはユーザーに対する背信行為だと批判している。｢（広報車で取材してきて凄く良かった、）だから俺は買ったんだよ自分でさ。（なのに市販車と広報車で全然違うじゃないか）｣「俺の他にもGT-Rを購入した人は2500人といる、そういう人達に本当の性能を明らかにすべき。」と、なだめようとする大井貴之を制して憤りを露わにした。そして最後には｢（市販された個体でのバトルを改めて）やれよ絶対｣｢それ（市販された個体の性能）が見たいんだよみんな（ビデオ視聴者）｣という言葉で締めた。
また、ノーマルグレードのGT-Rをドライブしていた黒澤はレース途中からコメントを挟まなくなり、企画の最後に「（土屋）圭市の方はさ、自分で買った車（Vスペック）でしょう?僕のはノーマルで。もうコメントしなくていいと思います。」と総括し、明らかに性能差があったことを含んだ発言をしている。
その後、鈴鹿サーキット東コースにて土屋のVスペックと関係者から借りた個人所有車でレースが行われ、土屋のVスペックが2位、ノーマルが3位と、筑波での事件のイメージを払拭する結果を出した。

## 類似の問題
特に各種関連省庁や新車カタログ等などに提出･掲載するスペックをより良いものにするために、量産市販車とは異なる状態のチューニングを施した車両を用いる不正事件の例がある。

### 排出ガス規制不正問題
排ガス規制の試験を通すために、実走行時とは違うチューニングプログラムを動作させる手法。多くの行政では不正行為とされる。フォルクスワーゲン#排出ガス規制不正問題など。

### ダイハツ工業認証試験不正問題
2023年に発覚したダイハツ工業の認証不正問題において、吸排気ポートやインテークマニホールドの研磨、圧縮比アップ、ビッグスロットル、ハイカム、ハイオク化、ECU書き換えなど、量産車では行われないチューニングを施した車両で原動機車載出力認証試験を行っていたという事案が存在した。